# 郡司利男
郡司 利男（ぐんし としお、1923年3月10日 - 1999年10月4日）は、日本の英語学者、言語学者、言語文化研究者、翻訳家。明治学院大学教授、同・言語文化研究所所長、筑波大学教授、同・附属図書館長、獨協大学教授、鹿児島女子大学（現・志學館大学）教授、同・学長等を歴任した。筑波大学および獨協大学の名誉教授。
本名の利男のほか、筆名として郡司 外史（ぐんし がいし）、俳号として酔眼（すいがん）を用いた。

## 経歴
1923年3月10日、鹿児島県囎唹郡志布志町（現・志布志市）に生まれる。
郵便局通信事務員を経て、1943年、中央大学第二予科（英法）に入学するが翌1944年除籍。1943年、宮崎県新田原第9航空教育隊に入隊。
1946年、明治学院専門学校英文科入学。1949年に卒業し東京文理科大学文学部英語・英文学科に入学、1953年に卒業し研究科（英語・英文学専攻）に進学、1956年まで在籍。この間、大学在籍と並行して、1950年から1956年3月まで横浜市立港高等学校教諭をつとめる。
1954年、豊島岡教会で受洗。のち、1970年に我孫子基督教会に転会。
1956年、明治学院大学文学部助手兼講師、1957年、同・専任講師、1960年、同・助教授。1960年9月から1961年まで、ロンドン大学東洋アフリカ研究学院（SOAS）において言語学研究。1966年から1975年まで明治学院大学教授。1970年から1974年まで同・言語文化研究所所長。1971年より1972年まで、同・文学部長。
1975年から1980年まで、筑波大学現代語・現代文化学系教授。1977年から1981年まで、同・現代語・現代文化学系長。1981年より1985年まで、同・附属図書館長。
1985年、獨協大学外国語学部教授。1992年3月退任。
1987年9月、筑波大学名誉教授。1993年4月、獨協大学名誉教授。
1992年4月、故郷の志布志町に転居。1993年、鹿児島女子大学（現・志學館大学）教授。1996年5月、学長に就任するが、間もなく体調を崩し、1997年1月に辞任した。
1999年、勲三等瑞宝章受勲。同年10月4日、胃癌のため、志布志町の病院で死去。

## 業績
アンブローズ・ビアスの『悪魔の辞典』の影響を受けた英和辞典や国語辞典のパロディ「笑辞（字）典」シリーズ、英語の「逆引辞典」、英語の「なぞ遊び」の研究などで知られる。1963年に光文社カッパ・ブックスの1冊として刊行された国語辞典のパロディ『カッパ特製 国語笑字典』は、同年の年間ベストセラー第8位となった。1967年刊行の『英語学習逆引辞典』（開文社、のち『英語逆引辞典』と改題）は、通常の英和辞典とは逆に、語尾からアルファベット順に並べた逆引き配列となっており、のちの『逆引き広辞苑』（岩波書店、1992年）や『プログレッシブ英語逆引き辞典』（小学館、1999年）などにも影響を与えた。
1974年にこびあん書房より訳書を刊行した『悪魔の辞典』は、日英対訳の本文のほか、別冊として、先行する日本語訳を比較し徹底的に批判した『評註篇』がつけられていることで知られる。もとは、1972年に刊行された、奥田俊介・倉本護・猪狩博の共訳による創土社版『悪魔の辞典』が、誤訳・悪訳だらけのずさんな「欠陥商品」であることに憤慨し、自ら翻訳し直すことにしたもので、出版に先立って、『英語青年』1974年1月号に、奥田らの訳文を批判する文章を載せたところ、同誌4月号で奥田から反論を受けたため、再反論として『評註篇』を附録として付け加えることにしたものという。その内容は、郡司自身「自制のないペンが罵詈雑言のインクを浴びせている」と評するほどの激しいものであり、2002年に『悪魔の辞典』の翻訳を出版した筒井康隆は、翻訳にあたっては郡司の『評註篇』の存在が大きな重圧となったこと、郡司が故人であることを知って、初めて安心して自由に翻訳を進めることができたことを述懐している。

## 著書
- 『カッパ特製 国語笑字典』（光文社、カッパ・ブックス） 1963.8
- 『カッパ特製 英語笑字典 : 一度読んでニタリ、二度読んでナルホド』（光文社、カッパ・ブックス） 1964.9
- 『逆配列英単語速習』（開文社） 1967.11
- 『英語学ノート』（明治学院大学言語文化研究所） 1968
  - 『英語学ノート』（こびあん書房） 1978.10
- 『言語と文化 : 何を言わないか』（こびあん書房） 1978.8
- 『ずいひつもどき 三等学部長』（郡司外史名義、こびあん書房） 1978.9
- 『英語ユーモア講座』（創元社） 1982.9 ISBN 4-422-81123-1
- 『一知半解辞典』（郡司外史名義、開拓社） 1983.6 ISBN 4-7589-0460-X
- 『ことば遊び12講』（大修館書店） 1984.2 ISBN 4-469-21113-3
- 『アダムのへそ : 言語文化随想』（桐原書店） 1984.11
- 『酔眼流 国語笑辞典』（郡司外史名義、桐原書店） 1985.4
- 『迷解国語笑辞典』（東京堂出版） 2008.3 ISBN 978-4-490-10734-0 - 『迷解 笑辞苑』と『一知半解辞典』を再編集し一冊にしたもの[3]。

### 編・編著・編注
- 『英和笑辞典』（編、研究社） 1961.9
- 『英語熟語笑辞典』（編、英友社） 1966.10
- 『英語学習逆引辞典』（編著、開文社） 1967.3
  - 『英語学習逆引辞典 改訂版』（編著、開文社） 1977.1
  - 改題『英語逆引辞典』（編著、開文社） 1986.3 ISBN 4-87571-803-9
- 『American jokes（アメリカの笑話）』（編註、開文社出版） 1970.3
- 『English without tears（笑話小話）』（編註、開文社出版） 1971.3
- 『The Devil's dictionary : selections（悪魔の辞書）』（編註、開文社） 1972.9
- 『新英和笑辞典』（郡司外史名義編、研究社出版） 1973.9
- 『迷解 笑辞苑』（編、開拓社） 1981.11
- 『英語なぞ遊び辞典』（編、開拓社） 1982.11 ISBN 4-7589-0254-2
- 『英語なぞ遊び小辞典』（編、開拓社） 1983.1 ISBN 4-7589-0462-6

### 監修
- 『新編 読み・書き・話すための故事ことわざ辞典』（学習研究社） 1988.4 ISBN 4-05-102392-3
- 『あぶない英語辞典 : 最新アメリカ性表現』（村上健編著、学習研究社） 1990.4 ISBN 4-05-102393-1
- 『ニュー・アンカー和英辞典』（山岸勝榮編、学習研究社） 1991.1 ISBN 4-05-101019-8
- 『おぼえてつかおう 西洋の名言 : 余の辞書に不可能の文字はない』（くもん出版） 1994.5 ISBN 4-87576-699-8
- 『最新イラストでわかる 四字熟語辞典』（学習研究社） 1994.12 ISBN 4-05-300038-6

## 翻訳
- 『新言語学問答 : 言語の学問への招待』（E. A. ナイダ、伊東正共訳、篠崎書林） 1957
- 『神声人語 : 各国語になった聖書の信仰』（E・A・ナイダー、繁尾久共訳、教文館） 1957.11
  - 『神声人語 : 御言葉は異文化を越えて』（浜島敏改訂増補、イーグレープ） 2008.8 ISBN 978-4-903748-13-9
- 『英語音韻論』（ Edward Sapir, Vilem Mathesius 、木坂千秋共訳、研究社） 1957.12
- 『ヨーロッパ古代中世文法論』（R. H. ロウビンズ、南雲堂） 1960.7
- 『英語史概説』（F. モセ、岡田尚共訳、開文社） 1963.5
- 『悪魔の辞典』対訳篇・評註篇（A. ビアス、こびあん書房） 1974.8
  - 『続・悪魔の辞典』（こびあん書房） 1977.5
  - 『正・続全訳 悪魔の辞典』（こびあん書房） 1982.3 ISBN 4-87558-351-6
- 『グリーンボーム英語副詞の用法』（S. グリーンボーム（英語版）、鈴木英一と共監訳、研究社） 1983.5 ISBN 4-327-40075-0